# Aln (rivière)
Pour les articles homonymes, voir Aln.
L'Aln est un fleuve de 26 km qui traverse le Northumberland en Angleterre, pour déboucher dans la mer du Nord sur la côte est de l'Angleterre. La source est à Alnham, à laquelle il a donné le nom, dans les Monts Cheviot. Le fleuve a également donné son nom à la ville d'Alnwick et au village d'Alnmouth, où il se jette dans la mer.

## Rôle historique
L'Aln est un petit fleuve au rôle historique car formant une frontière que les troupes écossaises ou anglaises devaient franchir en période de guerre. Sa défense est illustrée par le château d'Alnwick, construit à proximité. Le fleuve fut impliqué dans les deux batailles d'Alnwick. La première fois, en 1093, Guillaume II d'Angleterre prend possession de territoires, et Malcolm III d'Écosse passe l'Aln en réaction. Malcolm III sera tué dans une embuscade. La seconde fois, en 1174, Guillaume Ier d'Écosse entreprend une invasion par l'Aln et assiège de nouveau le château d'Alnwick. L'armée d'Henri II d'Angleterre capture Guillaume Ier.